# Удо Лінденберг
Удо Герхард Лінденберг (нім. Udo Gerhard Lindenberg, 17 травня 1946, Гронау) — німецький рок-співак, письменник і художник.
Перший німецький музикант, який підписав контракт на суму понад один мільйон марок, та перший виконавець німецькомовних пісень, який домігся широкої популярності .
У 1969 році зібрав свій перший ансамбль «Free Orbit», у якому грав на ударних та співав. Перша LP з'явилася в жовтні 1970 року.
У 1983 році вийшла пісня «Mädchen aus Ost-Berlin» («Дівчина зі Східного Берліна»), яка стала суперхітом. В ній він розповів про кохану з НДР, яка була від нього вагітна, але про роман західного рокера з мешканкою НДР дізнались Штазі і закоханим довелося розлучитися.
Довгий час добивався дозволу на гастролі у Східній Німеччині. У 1983 році Еріх Хонеккер дозволив йому виступити.
У 1985 році виступав з концертами в Москві разом з Аллою Пугачовою.
У 2011 році в Берліні з пісень Удо Лінденберга поставили мюзикл «Hinterm Horizont» («За горизонтом»), до якого увійшли найвідоміші пісні музиканта. У ньому розповідається історія «Дівчини зі Східного Берліна», про яку співає в одній зі своїх пісень Лінденберг. Випущений в тому ж році концертний альбом «Live aus dem Hotel Atlantic», створений в рамках MTV Unplugged, став другим альбомом № 1 в кар'єрі Удо, в перші два тижні продажів розійшовся тиражем в 200 000 копій.
З 1994 року постійно проживає в готелі «Атлантік» у Гамбурзі.
Лінденбергу належить ідея створення музею рок- та поп-музики у його рідному Гронау. Там, зокрема, можна бачити його куртку та подаровану йому сурму: 1987 року західнонімецька рок-зірка подарувала державному лідерові НДР Еріху Хонекеру шкіряну куртку, у відповідь співак отримав від генсека сурму, своєрідний символ східнонімецьких піонерів-тельманців.

## Дискографія
- 1971 Lindenberg
- 1972 Daumen im Wind
- 1973 Alles klar auf der Andrea Doria
- 1974 Ball Pompös
- 1975 Votan Wahnwitz и No Panic (англійською)
- 1976 Galaxo Gang, Das Waldemar Wunderbar-Syndikat и Sister King Kong
- 1977 Panische Nächte
- 1978 Dröhnland Symphonie, Geen Paniek (нідерландською), Lindenbergs Rock Revue
- 1979 Der Detektiv — Rock Revue II, Livehaftig (live Do-LP)
- 1980 Panische Zeiten
- 1981 Udopia
- 1982 Intensivstationen (Live Doppel LP), Keule
- 1983 Odyssee и Lindstärke 10 (Live-LP)
- 1984 Götterhämmerung
- 1985 Sündenknall та Radio Eriwahn (A:Studio B: Live in Moskau)
- 1986 Phönix
- 1987 Feuerland та I don’t know who I should belong to
- 1988 Hermine, Gänsehaut
- 1988 Lieder statt Briefe («Пісні замість листів» англійською та російською мовами разом з Аллою Пугачовою)
- 1988 Casa Nova (з Zeus B Held)
- 1989 Bunte Republik Deutschland
- 1990 Live in Leipzig (Live-LP)
- 1991 Ich will dich haben, Gustav
- 1992 Panik Panther
- 1993 Benjamin
- 1994 Hut Ab (триб'ют-альбом)
- 1995 Kosmos
- 1996 Und ewig rauscht die Linde и Berlin (engl. EP)
- 1997 Live 1996 und Belcanto
- 1998 Zeitmaschine та  Raritäten… & Spezialitäten
- 1999 30 Jahre Lindenberg (Best Of)
- 2000 Der Exzessor, Das 1. Vermächtnis (3 CD Best of) та Das Beste mit und ohne Hut
- 2001 Ich schwöre: das volle Programm (live DO-CD)
- 2002 Atlantic Affairs
- 2003 Panikpräsident, Free Orbit (Re-Release) та Die Zweite mit und ohne Hut
- 2004 Kompletto — Alle Hits (Do-CD)
- 2004 Absolut (Best of Do-CD)
- 2005 Die Kollektion 1971 — 82 (4 CD-Box)
- 2006 Damenwahl (Alle Duette)
- 2006 Panik mit Hut (Best of Do-CD)
- 2008 Stark wie Zwei
- 2016	Stärker als die Zeit